# Lijst van Belgische medaillewinnaars op de wereldkampioenschappen indooratletiek
Dit is de lijst van Belgische medaillewinnaars op de wereldkampioenschappen indooratletiek.

## Medaillewinnaars

### Mannen
| Editie | Onderdeel | Goud                                                                                           | Zilver                                                                                                  | Brons                                                                   |
| ------ | --------- | ---------------------------------------------------------------------------------------------- | --- | ----------------------------------------------------------------------- |
| 1985   | 60 m      |                                                                                                | | Ronald Desruelles (6,68)                                                |
|        |           |                                                                                                | |                                                                         |
| 2001   | 3000 m    |                                                                                                | Mohammed Mourhit (7.38,94)                                                                              |                                                                         |
|        |           |                                                                                                | |                                                                         |
| 2010   | 4x 400 m  |                                                                                                | Jonathan Borlée Kevin Borlée Cédric Van Branteghem (f) Antoine Gillet (3.06,94, NR) Nils Duerinck (kw.) |                                                                         |
|        |           |                                                                                                | |                                                                         |
| 2014   | Zevenkamp |                                                                                                | | Thomas Van Der Plaetsen (6259, NR)                                      |
|        |           |                                                                                                | |                                                                         |
| 2018   | 4x 400 m  |                                                                                                | | Dylan Borlée Jonathan Borlée Jonathan Sacoor Kevin Borlée (3.02,51, NR) |
|        |           |                                                                                                | |                                                                         |
| 2022   | 4x 400 m  | Julien Watrin Alexander Doom Jonathan Sacoor Kevin Borlée (3.06,52) Dylan Borlée (kw.)         | |                                                                         |
|        |           |                                                                                                | |                                                                         |
| 2024   | 400 m     | Alexander Doom (45,25, NR)                                                                     | |                                                                         |
| 2024   | 800 m     |                                                                                                | | Eliott Crestan (1.45,32)                                                |
| 2024   | 4 × 400 m | Jonathan Sacoor Dylan Borlée Christian Iguacel Alexander Doom (3.02,54, WL) Tibo De Smet (kw.) | |                                                                         |
| 2025   | 800 m     |                                                                                                | Eliott Crestan (1.44,81)                                                                                |                                                                         |
| Totaal | Totaal    | 3                                                                                              | 3 | 4                                                                       |

### Vrouwen
| Editie | Onderdeel | Goud                  | Zilver                 | Brons                  |
| ------ | --------- | --------------------- | ---------------------- | ---------------------- |
| 1985   | 400 m     |                       | Regine Berg (53,81)    |                        |
|        |           |                       |                        |                        |
| 2004   | 60 m      |                       | Kim Gevaert (7,12, NR) |                        |
|        |           |                       |                        |                        |
| 2006   | 60 m      |                       |                        | Kim Gevaert (7,11, NR) |
|        |           |                       |                        |                        |
| 2008   | vijfkamp  | Tia Hellebaut (4867)  |                        |                        |
|        |           |                       |                        |                        |
| 2022   | vijfkamp  | Noor Vidts (4929, NR) |                        |                        |
|        |           |                       |                        |                        |
| 2024   | vijfkamp  | Noor Vidts (4773)     |                        |                        |
| Totaal | Totaal    | 3                     | 2                      | 1                      |

## Meervoudige medaillewinnaars

### Mannen
| Atleet          | Goud | Zilver | Brons | Totaal | Behaald in:      |
| --------------- | ---- | ------ | ----- | ------ | ---------------- |
| Jonathan Borlée | 0    | 1      | 1     | 2      | 2010, 2018       |
| Kevin Borlée    | 1    | 1      | 1     | 3      | 2010, 2018, 2022 |
| Jonathan Sacoor | 2    | 0      | 1     | 3      | 2018, 2022, 2024 |
| Dylan Borlée    | 2    | 0      | 1     | 3      | 2018, 2022, 2024 |
| Alexander Doom  | 3    | 0      | 0     | 3      | 2022, 2024       |
| Eliott Crestan  | 0    | 1      | 1     | 2      | 2024, 2025       |

### Vrouwen
| Atlete      | Goud | Zilver | Brons | Totaal | Behaald in: |
| ----------- | ---- | ------ | ----- | ------ | ----------- |
| Kim Gevaert | 0    | 1      | 1     | 2      | 2004, 2006  |
| Noor Vidts  | 2    | 0      | 0     | 2      | 2022, 2024  |

## Medaillespiegel
| Editie | Goud | Zilver | Brons | Totaal |       | Mannen | Vrouwen |
| ------ | ---- | ------ | ----- | ------ | ----- | ------ | ------- |
| 1985   | 0    | 01     | 01    | 002    | 0-0-1 | 0-1-0  |         |
| 2001   | 0    | 01     | 0     | 001    | 0-1-0 |        |         |
| 2004   | 0    | 01     | 0     | 001    |       | 0-1-0  |         |
| 2006   | 0    | 0      | 01    | 001    |       | 0-0-1  |         |
| 2008   | 01   | 0      | 0     | 001    |       | 1-0-0  |         |
| 2010   | 0    | 01     | 0     | 001    | 0-1-0 |        |         |
| 2014   | 0    | 0      | 01    | 001    | 0-0-1 |        |         |
| 2018   | 0    | 0      | 01    | 001    | 0-0-1 |        |         |
| 2022   | 02   | 0      | 0     | 002    | 1-0-0 | 1-0-0  |         |
| 2024   | 03   | 0      | 01    | 004    | 2-0-1 | 1-0-0  |         |
| 2025   | 0    | 01     | 0     | 001    | 0-1-0 |        |         |
| Totaal | 6    | 5      | 5     | 16     | 3-3-4 | 3-2-1  |         |